# Instytut Śląski w Katowicach
Instytut Śląski w Katowicach (skrót: IŚ) – stowarzyszenie i instytut naukowy istniejące w latach 1934–1953, które zajmowały się badaniem i popularyzacją zagadnień związanych ze Śląskiem.

## Historia

### Okres międzywojenny
Inicjatorami utworzenia Instytutu Śląskiego byli wojewoda śląski Michał Grażyński oraz rektor Uniwersytetu Jagiellońskiego i zarazem sekretarz Polskiej Akademii Umiejętności (PAU) prof. dr hab. Stanisław Kutrzeba. Stowarzyszenie naukowe Instytut Śląski powołano do życia 15 grudnia 1933 w Katowicach. Instytut zainaugurował działalność 28 lutego 1934, a faktycznie rozpoczął 1 maja 1934. Na czele stowarzyszenia stało trzyosobowe Kuratorium, które tworzyli wojewoda śląski Michał Grażyński, marszałek Sejmu Śląskiego Konstanty Wolny (od 1935 zastąpił go nowy marszałek Karol Grzesik) i rektor Uniwersytetu Jagiellońskiego prof. Stanisław Kutrzeba. Na stanowisko dyrektora Kuratorium powołało z dniem 16 maja 1934 dra Romana Lutmana. Władzą stowarzyszenia było Walne Zebranie, wybierające Zarząd, którego przewodniczącym był wicepremier inż. Eugeniusz Kwiatkowski. Od początku istnienia Instytut realizował statutowe cele, organizując i upowszechniając wyniki badań nad przeszłością Śląska oraz jego współczesnością w aspektach szeroko pojętej historii, kultury oraz gospodarki. Służyły temu liczne wydawnictwa i otwarte spotkania naukowe i odczytowe o różnorodnej tematyce, od 1938 organizowane w ramach Piątków Instytutu Śląskiego. Do końca sierpnia 1939 wydano 98 książek (w seriach: Biblioteka Pisarzy Śląskich, Pamiętnik Instytutu Śląskiego, Polski Śląsk, Śląsk. Ziemia i Ludzie, Zagadnienia Gospodarcze Śląska, Zagadnienia Społeczne Śląska, Zagadnienia Administracyjne Śląska), Komunikaty (3 serie) i dwa periodyki: „Zaranie Śląskie” (R. 5–15: 1929–1939) i „Wykaz Literatury Bieżącej o Śląsku” (R. 1–4: 1935–1938). Członkami i współpracownikami Stowarzyszenia w połowie 1939 było 305 osób (ze Śląska 132, z Krakowa 54, z Warszawy 33, Poznania 28, Lwowa 12 oraz 18 z zagranicy).

### II wojna światowa
Wojnę stowarzyszenie przetrwało w Generalnym Gubernatorstwie jako tajny Instytut Śląski w Warszawie, którym nadal kierował dr Lutman, ukrywając się od 1941 przed Niemcami. Od roku marca 1942 do listopada 1944 działalność tajnego Instytutu Śląskiego była również prowadzona w Krakowie i we Lwowie. W tajne badania naukowe zaangażowanych było 18 pracowników. Majątek pozostawiony w Katowicach przejęła Schlesische Landesbücherei (dziś: Biblioteka Śląska).

### Okres powojenny
Stowarzyszenie kontynuowało działalność od stycznia 1945 pod opieką PAU w Krakowie, a od 15 lutego 1945 w Katowicach, kiedy z Warszawy powrócił dr Lutman. Nowe, 5-osobowe Kuratorium tworzyli: wojewoda śląski (śląsko-dąbrowski) gen. Aleksander Zawadzki, prezes PAU prof. Stanisław Kutrzeba (po jego śmierci w styczniu 1946 prof. dr hab. Kazimierz Nitsch), przewodniczący Wojewódzkiej Rady Narodowej (WRN) Karol Tkocz, rektor Politechniki Śląskiej prof. inż. Władysław Kuczewski (przewodniczący Zarządu Instytutu) oraz dr Lutman (dyrektor Instytutu). Oficjalne rozpoczęcie działalności badawczej nastąpiło 16 czerwca 1945. Obszar badań Instytutu rozszerzono na cały Śląsk znajdujący się w granicach Rzeczypospolitej Polskiej. Zajęto się organizowaniem badań śląskoznawczych, popularyzacją wiedzy o Śląsku oraz kontynuowano akcję wydawniczą, tym razem w 8 wydawnictwach seryjnych, odpowiadających nowym zapotrzebowaniom (kwartalnik „Zaranie Śląskie”, R. 16–19: 1945–1948; serie: Pamiętnik Instytutu Śląskiego, Polski Śląsk, Zagadnienia gospodarcze Śląska, Zagadnienia społeczne Śląska, Biblioteka pisarzy śląskich, Biblioteka słowiańska, Współcześni pisarze śląscy, Biblioteka „Zarania Śląskiego”).
Oddziały Instytutu Śląskiego
- Oddział we Wrocławiu – utworzony we wrześniu 1945, zlikwidowany w 1950 (kierownicy: 1945–1946 prof. dr hab. Karol Maleczyński, 1946–1948 prof. dr hab. Seweryn Wysłouch),
- Oddział w Kłodzku – utworzony w 1947 w porozumieniu z Towarzystwem Miłośników Ziemi Kłodzkiej,
- Oddział w Wałbrzychu – utworzony w 1948.

W marcu 1946 Instytut przejął liczący ponad 100 tys. woluminów zasób Biblioteki Schaffgotschów w Cieplicach, tworząc Bibliotekę im. J. S. Bandtkiego, która po likwidacji IŚ, jako zbędna, została rozparcelowana do innych bibliotek naukowych, a częściowo rozkradziona. W Cieplicach utworzono również Stację Naukową IŚ, która razem z biblioteką mieściła się w Pałacu Schaffgotschów.
W czerwcu 1948 Instytut Śląski wraz z oddziałami połączono z Instytutem Zachodnim w Poznaniu, przenosząc jego siedzibę do Wrocławia. Byłą już centralę w Katowicach przekształcono w oddział Instytutu Zachodniego pod kierownictwem dra Kazimierza Popiołka, a wkrótce zlikwidowano, włączając ją 1 maja 1949 do Śląsko-Dąbrowskiego Towarzystwa Przyjaciół Nauk (wcielonego w 1950 do Towarzystwa Wiedzy Powszechnej).
Ostatecznie Instytut Śląski (jako Oddział Wrocławski Instytutu Zachodniego) zlikwidowano w 1953, usuwając jeszcze w 1950 z nazwy oddziału człon „Instytut Śląski”, natomiast Stowarzyszenie Instytut Śląski rozwiązano na początku 1953 – oba w ramach stalinowskiej reorganizacji nauki polskiej związanej z utworzeniem Polskiej Akademii Nauk (1951).

## Instytut Śląski we Wrocławiu
Funkcjonował w latach 1945–1953 jako jednostka niesamodzielna, będąc początkowo oddziałem Instytutu Śląskiego w Katowicach (1945–1948). W 1948, w wyniku połączenia z Instytutem Zachodnim w Poznaniu i przeniesienia siedziby Instytutu Śląskiego z Katowic do Wrocławia działał do 1950 jako Instytut Śląski we Wrocławiu – Oddział Instytutu Zachodniego. W latach 1950–1953 przekształcono go w Oddział Wrocławski Instytutu Zachodniego w Poznaniu, pozbawiając historycznej nazwy. Został zlikwidowany 23 lutego 1953 w związku z założeniem 1 stycznia 1953 we Wrocławiu przez prof. dr hab. Ewę Maleczyńską Zakładu Historii Śląska Instytutu Historii Polskiej Akademii Nauk.
W latach 1949–1953 ukazały się opracowane w Instytucie Śląskim we Wrocławiu pod redakcją prof. Seweryna Wysłoucha 3 tomy Studiów Śląskich (tzw. stara seria), jako tematyczne zeszyty „Przeglądu Zachodniego” (R. 5: 1949, z. 5–6; R. 6: 1950, z. 7–8; R. 8: 1952, zesz. dodatkowy, wyd. 1953), wydawanego przez Instytut Zachodni w Poznaniu.

## Dyrektorzy
- 16 maja 1934 – 31 grudnia 1949: dr Roman Lutman (1934–1948 – dyrektor Instytutu Śląskiego w Katowicach, 1948–1949 – dyrektor Instytutu Śląskiego we Wrocławiu – Oddziału Instytutu Zachodniego)[2][3][4],
  - czerwiec 1948 – kwiecień 1949: dr Kazimierz Popiołek (dyrektor Oddziału Katowickiego Instytutu Zachodniego)[2],
- 1 stycznia 1950 – 23 lutego 1953: prof. dr hab. Seweryn Wysłouch (dyrektor 1949–1950 – dyrektor Instytutu Śląskiego we Wrocławiu – Oddziału Instytutu Zachodniego, 1950–1953 – dyrektor Oddziału Wrocławskiego Instytutu Zachodniego w Poznaniu)[2][5].

## Sukcesorzy
Następcą prawnym oraz kontynuatorem tradycji i działalności naukowej Instytutu Śląskiego w Katowicach jest Instytut Śląski w Opolu, powołany w 1957, który od 1958 kontynuuje wydawanie „Studiów Śląskich” (Nowa Seria). Do tradycji Instytutu Śląskiego w Katowicach odwoływał się istniejący w latach 1957–1992 Śląski Instytut Naukowy (ŚIN) w Katowicach (m.in. wydawał „Zaranie Śląskie”, R. 20–54(1–2): 1957–1991).
Kontynuatorem działalności badawczej Instytutu Śląskiego we Wrocławiu był również Zakład Historii Śląska Instytutu Historii PAN we Wrocławiu (zał. 1953), który przejął większość pracowników zlikwidowanego Oddziału Wrocławskiego Instytutu Zachodniego.
Kontynuatorami niektórych form działalności Instytutu Śląskiego i Śląskiego Instytutu Naukowego w Katowicach są: nieistniejący Instytut Górnośląski w Katowicach, prowadzony przez Societas Scientiis Favendis Silesiae Superioris (wydawca „Zarania Śląskiego”, R. 54(3–4)–56: 1992–1996; Seria nowa, R. 57–64: 2000–2007) i obecnie Instytut Badań Regionalnych Biblioteki Śląskiej w Katowicach (wydawca „Zarania Śląskiego” Seria druga, R. 1–6: 2015–2020).